# 須藤尚紀
須藤 尚紀（すどう なおき、1962年7月26日 - ）はJBC（日本ボクシングコミッション）のリングアナウンサー。

## 来歴
1962年神奈川横浜市西区出身。11歳上の姉、同い年の弟（双子）の3人姉弟がいる。この年に「後楽園ホール」も竣工。1965年、格闘技好きの伯父に連れられて「後楽園ホール」でボクシングを初観戦し、以降遊びでジム通いはするが続かず。1987年、25歳で外資系の化粧品会社にデザイナーとして就職。以降副業として司会業も並行しながら、家具会社のデザイナー、建築会社の設計施工の管理職に転職。2001年に夢を諦めない心理学を実践し、JBCの試合役員ライセンス（リングアナウンサー）を取得した。

## 人物
「アスリートファースト」を掲げ、リングアナウンスを行っている。プロボクシングにおけるリングアナウンサーは名誉職であり、給与がないため、本業は他にある。現在は、YAN（YOKOHAMA Artist Network）代表、「株式会社フォーミ(For-mi)」アドバイザー、メンタルトレーナー、NPO法人「子供の為のスポーツ＆カルチャー交流振興協会・ヒラソール」理事、「WILLエデュケーションプランニング」公認講師、「メンタルトレーニング・応用スポーツ心理学研究会」会員、NPO法人「日本フラワーハートセラピスト協会」会員・認定セラピストなど、多くの副業を持っている。
JBCにおける2023年度のライセンス年度番号は4。JBC日本ボクシングコミッションが採用した新人リングアナウンサーの研修も担当している。現在、JBCにおいてはライセンスの掛け持ちができないため、リングアナウンサーライセンスしか所持していないが、過去にはタイムキーパーも担当していた。

## その他
- 2023年9月13日に後楽園ホールで開催された「第45弾 ザ・グレイテストボクシング」で、1000回目のアナウンスを迎えた[4]。